# Championnat de France de basket-ball 1938-1939
Navigation
Saison précédente Saison suivante
La saison 1938-1939 du championnat de France de basket-ball Excellence est la 19e édition du championnat de France masculin de basket-ball. L'US Métro remporte le championnat.

## Présentation
Le championnat Excellence regroupe 32 équipes et se dispute par élimination jusqu'à la finale. Le 1er tour est organisé le dimanche 18 décembre 1938. La finale a lieu le 16 avril 1939 au Stade Roland-Garros. Les équipes vaincues au 1er tour ne peuvent pas participer au Championnat de Division d'Honneur, contrairement à la saison précédente.

## Équipes participantes
Les 32 équipes présentes au 1er tour du championnat.
- CA Mulhouse
- Rhône Sportif
- CAUFA Romilly
- US Assomption
- ASC Rennais
- ASC Ouest
- CAUFA Reims
- US Tourcoing
- AS Cannes
- Saint-Charles Alfortville
- Lyon OU
- BBC Russe
- AS Vendin
- AS Résidence Sociale
- Olympique lillois
- AS Bon Conseil
- AS Cherbourg
- AS Saint-Hippolyte
- AS Amicale
- FC Lyon
- Stade français
- CA Béglais
- SCPO Paris
- JA Charleville
- US Métro
- Stade Bordelais UC
- Paris UC
- CSSS Courchelettes
- Championnet Sports
- Bordeaux EC
- FO Piscénois
- SU Agen

## Phase finale
|  | Huitièmes de finale      | Huitièmes de finale            |                |    | Quarts de finale               | Quarts de finale               |  |  | Demi-finales                | Demi-finales                |  |  | Finale                                     | Finale                                     |
|  | Huitièmes de finale      | Huitièmes de finale            |                |    | Quarts de finale               | Quarts de finale               |  |  | Demi-finales                | Demi-finales                |  |  | Finale                                     | Finale                                     |
|  |                          |                                |                |    |                                |                                |  |  |                             |                             |  |  |                                            |                                            |
|  | 22 janvier 1939, Lyon    | 22 janvier 1939, Lyon          |                |    | 26 février 1939, Fontainebleau | 26 février 1939, Fontainebleau |  |  | 26 mars 1939, Fontainebleau | 26 mars 1939, Fontainebleau |  |  | 16 avril 1939, Paris (Stade Roland-Garros) | 16 avril 1939, Paris (Stade Roland-Garros) |
|  | 22 janvier 1939, Lyon    | 22 janvier 1939, Lyon          |                |    | 26 février 1939, Fontainebleau | 26 février 1939, Fontainebleau |  |  | 26 mars 1939, Fontainebleau | 26 mars 1939, Fontainebleau |  |  | 16 avril 1939, Paris (Stade Roland-Garros) | 16 avril 1939, Paris (Stade Roland-Garros) |
|  | US Métro                 | 27                             |                |    | 26 février 1939, Fontainebleau | 26 février 1939, Fontainebleau |  |  | 26 mars 1939, Fontainebleau | 26 mars 1939, Fontainebleau |  |  | 16 avril 1939, Paris (Stade Roland-Garros) | 16 avril 1939, Paris (Stade Roland-Garros) |
|  | US Métro                 | 27                             |                |    | 26 février 1939, Fontainebleau | 26 février 1939, Fontainebleau |  |  | 26 mars 1939, Fontainebleau | 26 mars 1939, Fontainebleau |  |  | 16 avril 1939, Paris (Stade Roland-Garros) | 16 avril 1939, Paris (Stade Roland-Garros) |
|  | US Assomption            | 26                             |                |    | 26 février 1939, Fontainebleau | 26 février 1939, Fontainebleau |  |  | 26 mars 1939, Fontainebleau | 26 mars 1939, Fontainebleau |  |  | 16 avril 1939, Paris (Stade Roland-Garros) | 16 avril 1939, Paris (Stade Roland-Garros) |
|  | US Assomption            | 26                             | US Métro       | 41 |                                |                                |  |  | 26 mars 1939, Fontainebleau | 26 mars 1939, Fontainebleau |  |  | 16 avril 1939, Paris (Stade Roland-Garros) | 16 avril 1939, Paris (Stade Roland-Garros) |
|  | 22 janvier 1939, Paris   |                                | US Métro       | 41 |                                |                                |  |  | 26 mars 1939, Fontainebleau | 26 mars 1939, Fontainebleau |  |  | 16 avril 1939, Paris (Stade Roland-Garros) | 16 avril 1939, Paris (Stade Roland-Garros) |
|  |                          | Championnet Sports             | 21             |    |                                |                                |  |  | 26 mars 1939, Fontainebleau | 26 mars 1939, Fontainebleau |  |  | 16 avril 1939, Paris (Stade Roland-Garros) | 16 avril 1939, Paris (Stade Roland-Garros) |
|  | Championnet Sports       | Championnet Sports             | 21             | 28 |                                |                                |  |  | 26 mars 1939, Fontainebleau | 26 mars 1939, Fontainebleau |  |  | 16 avril 1939, Paris (Stade Roland-Garros) | 16 avril 1939, Paris (Stade Roland-Garros) |
|  | Championnet Sports       | 26 février 1939, Nancy         |                | 28 |                                |                                |  |  | 26 mars 1939, Fontainebleau | 26 mars 1939, Fontainebleau |  |  | 16 avril 1939, Paris (Stade Roland-Garros) | 16 avril 1939, Paris (Stade Roland-Garros) |
|  | Paris UC                 | 20                             |                |    |                                |                                |  |  | 26 mars 1939, Fontainebleau | 26 mars 1939, Fontainebleau |  |  | 16 avril 1939, Paris (Stade Roland-Garros) | 16 avril 1939, Paris (Stade Roland-Garros) |
|  | Paris UC                 | 20                             | US Métro       | 56 |                                |                                |  |  |                             |                             |  |  | 16 avril 1939, Paris (Stade Roland-Garros) | 16 avril 1939, Paris (Stade Roland-Garros) |
|  | 5 février 1939, Paris    |                                | US Métro       | 56 |                                |                                |  |  |                             |                             |  |  | 16 avril 1939, Paris (Stade Roland-Garros) | 16 avril 1939, Paris (Stade Roland-Garros) |
|  |                          | Stade français                 | 27             |    |                                |                                |  |  |                             |                             |  |  | 16 avril 1939, Paris (Stade Roland-Garros) | 16 avril 1939, Paris (Stade Roland-Garros) |
|  | Stade français           | Stade français                 | 27             | 16 |                                |                                |  |  |                             |                             |  |  | 16 avril 1939, Paris (Stade Roland-Garros) | 16 avril 1939, Paris (Stade Roland-Garros) |
|  | Stade français           | 26 mars 1939, Fontainebleau    |                | 16 |                                |                                |  |  |                             |                             |  |  | 16 avril 1939, Paris (Stade Roland-Garros) | 16 avril 1939, Paris (Stade Roland-Garros) |
|  | AS Saint-Hippolyte       | 14                             |                |    |                                |                                |  |  |                             |                             |  |  | 16 avril 1939, Paris (Stade Roland-Garros) | 16 avril 1939, Paris (Stade Roland-Garros) |
|  | AS Saint-Hippolyte       | 14                             | Stade français | 29 |                                |                                |  |  |                             |                             |  |  | 16 avril 1939, Paris (Stade Roland-Garros) | 16 avril 1939, Paris (Stade Roland-Garros) |
|  | 22 janvier 1939, Lyon    |                                | Stade français | 29 |                                |                                |  |  |                             |                             |  |  | 16 avril 1939, Paris (Stade Roland-Garros) | 16 avril 1939, Paris (Stade Roland-Garros) |
|  |                          | CA Mulhouse                    | 15             |    |                                |                                |  |  |                             |                             |  |  | 16 avril 1939, Paris (Stade Roland-Garros) | 16 avril 1939, Paris (Stade Roland-Garros) |
|  | CA Mulhouse              | CA Mulhouse                    | 15             | 28 |                                |                                |  |  |                             |                             |  |  | 16 avril 1939, Paris (Stade Roland-Garros) | 16 avril 1939, Paris (Stade Roland-Garros) |
|  | CA Mulhouse              | 26 février 1939, Fontainebleau |                | 28 |                                |                                |  |  |                             |                             |  |  | 16 avril 1939, Paris (Stade Roland-Garros) | 16 avril 1939, Paris (Stade Roland-Garros) |
|  | FC Lyon                  | 16                             |                |    |                                |                                |  |  |                             |                             |  |  | 16 avril 1939, Paris (Stade Roland-Garros) | 16 avril 1939, Paris (Stade Roland-Garros) |
|  | FC Lyon                  | 16                             | US Métro       | 30 |                                |                                |  |  |                             |                             |  |  |                                            |                                            |
|  | 5 février 1939, Paris    |                                | US Métro       | 30 |                                |                                |  |  |                             |                             |  |  |                                            |                                            |
|  |                          | BBC Russe                      | 27             |    |                                |                                |  |  |                             |                             |  |  |                                            |                                            |
|  | BBC Russe                | BBC Russe                      | 27             | 43 |                                |                                |  |  |                             |                             |  |  |                                            |                                            |
|  | BBC Russe                |                                |                | 43 |                                |                                |  |  |                             |                             |  |  |                                            |                                            |
|  | SCPO Paris               | 29                             |                |    |                                |                                |  |  |                             |                             |  |  |                                            |                                            |
|  | SCPO Paris               | 29                             | BBC Russe      | 20 |                                |                                |  |  |                             |                             |  |  |                                            |                                            |
|  | 22 janvier 1939, Paris   |                                | BBC Russe      | 20 |                                |                                |  |  |                             |                             |  |  |                                            |                                            |
|  |                          | ASC Ouest                      | 14             |    |                                |                                |  |  |                             |                             |  |  |                                            |                                            |
|  | ASC Ouest                | ASC Ouest                      | 14             | 23 |                                |                                |  |  |                             |                             |  |  |                                            |                                            |
|  | ASC Ouest                | 12 mars 1939, Aix-en-Provence  |                | 23 |                                |                                |  |  |                             |                             |  |  |                                            |                                            |
|  | Olympique lillois        | 9                              |                |    |                                |                                |  |  |                             |                             |  |  |                                            |                                            |
|  | Olympique lillois        | 9                              | BBC Russe      | 14 |                                |                                |  |  |                             |                             |  |  |                                            |                                            |
|  | 22 janvier 1939, Oullins |                                | BBC Russe      | 14 |                                |                                |  |  |                             |                             |  |  |                                            |                                            |
|  |                          | FO Piscénois                   | 8              |    |                                |                                |  |  |                             |                             |  |  |                                            |                                            |
|  | AS Cannes                | FO Piscénois                   | 8              | 31 |                                |                                |  |  |                             |                             |  |  |                                            |                                            |
|  | AS Cannes                |                                |                | 31 |                                |                                |  |  |                             |                             |  |  |                                            |                                            |
|  | AS Résidence Sociale     | 24                             |                |    |                                |                                |  |  |                             |                             |  |  |                                            |                                            |
|  | AS Résidence Sociale     | 24                             | AS Cannes      | 16 |                                |                                |  |  |                             |                             |  |  |                                            |                                            |
|  | 22 janvier 1939, Dijon   |                                | AS Cannes      | 16 |                                |                                |  |  |                             |                             |  |  |                                            |                                            |
|  |                          | FO Piscénois                   | 22             |    |                                |                                |  |  |                             |                             |  |  |                                            |                                            |
|  | FO Piscénois             | FO Piscénois                   | 22             | 30 |                                |                                |  |  |                             |                             |  |  |                                            |                                            |
|  | FO Piscénois             |                                |                | 30 |                                |                                |  |  |                             |                             |  |  |                                            |                                            |
|  | US Tourcoing             | 14                             |                |    |                                |                                |  |  |                             |                             |  |  |                                            |                                            |
|  | US Tourcoing             | 14                             |                |    |                                |                                |  |  |                             |                             |  |  |                                            |                                            |

## Titres
Goallard • Hell • Rolland • Sabourdy (Cap.) • Tartary • Lambin • Deron • Louvel • Maedler • Broutin